# Condrossarcoma
Condrossarcoma é um tipo de câncer do osso. O condrossarcoma é um tumor baseado em cartilagem classificado na categoria dos sarcomas. Cerca de 25% dos cânceres ósseos primários (que iniciam no osso) são condrossarcomas. Essa doença afeta pessoas e animais em qualquer idade, embora seja mais comum em pessoas mais velhas.
Também possui uma prevalência maior em indivíduos adultos do sexo masculino.

## Características clínicas
Massa dura, indolor, não ulcerada e fixa ao osso subjacente. Costuma surgir nas porções centrais do esqueleto, como a pelve, ombro e costelas.
Com o aumento progressivo, provoca extensa destruição óssea, dor e abaulamento dos dentes. É de difícil diagnóstico pois se assemelha muito a outros tumores, como o condroma (que pode causar reabsorção de estruturas dentárias).

## Características radiográficas
- Áreas radiolúcidas com calcificações e muitas vezes, aspecto de raios de sol dos osteossarcomas.

Os condrosarcomas são bastante destrutivos e envolvem tanto tecidos moles quanto ósseos, com calcificações por toda a massa neoplásica e poucas definição das bordas da lesão.

## Características histopatológicas
- Células binucleares em forma desarranjada
- Células condroblásticas anaplásicas
- Mitoses atípicas
- Hipercromatismo
- Pleomorfismo

## Tratamento
- Excisão cirúrgica radical